# Hrvatsko kulturno društvo «Vladimir Nazor», Stanišić
Hrvatsko kulturno društvo «Vladimir Nazor» je kulturno društvo vojvođanskih Hrvata iz Stanišića.

## Povijest

### KUD
Kao prethodnik ovog društva je funkcionirao KUD "Vladimir Nazor". 
Djelovalo je od 1950. godine. Sve do 1990. je godine nosilo ime po hrvatskom književniku Vladimiru Nazoru.
KUD je bio široka kruga djelovanja. Imalo je dvjestotinjak članova u nekoliko sekcija: zborovi, literatne i dramske, posebno redovne, posebno za mlade članove, omladince i pionire. Dramsku sekciju su vodili glumci Somborskog kazališta.
KUD nije ostao zatvoren na lokalne okvire, nego se potvrdio i na smotrama i natjecanjima za što je bio nagrađivan i za što je dobio mnoštvo priznanja. Osim toga, KUD je organizirao u svojim prostorijama i gostovanja poznatih hrvatskih estradnih umjetnika, primjerice Mišu Kovača i Olivera Dragojevića.
Raspadom SFRJ, društvu zamire rad. Miloševićevski režim je promijenio imena ulica u selu, a uskoro je i KUD preimenovan 1995. u KUD "Dositej". 
Nakon što se otvorio novi Dom kulture, KUD je preselio u nove prostore, dok stare su prepuštene propadanju.

### HKD
Nastupanjem povoljnijih okolnosti za stanišićke Hrvate, došlo se do zamisli o osnivanju hrvatskog kulturnog društva. Početne aktivnosti na utemeljenju su potekle od mjesnog ogranka DSHV-a na čelu s prof. Ivanom Karanom, no suosnivači su bili i osobe izvan stranačkog života.
Pri registraciji je HKD-u pomogao subotički Zavod za kulturu vojvođanskih Hrvata. Tako je 26. ožujka 2009. održana osnivačka skupština u Maloj dvorani Doma kulture u Stanišiću kojoj su nazočili među ostalim generalna konzulica RH u Subotici, predstavnici ZKVH, Hrvatskog akademskog društva, drugih hrvatskih društava, somborskog HKUD-a "Vladimir Nazor", lemeškog HBKUD-a "Lemeš", mjesnih KUD-a "Dositej" i MKUD-a "Ady Endre" te predstavnici mjesnog katoličkog i političkog života.

## Djelatnosti
Od veljače 2010. Društvo vodi emisiju na hrvatskom jeziku "Glas Hrvata" na Radio Somboru, koja se dotad zvala Hrvatska riječ i producirala ju je NIU Hrvatska riječ. Vodio ju je dopisnik Hrvatske riječi Zlatko Gorjanac, a danas se emitira na Radio Fortuni i urednik je Savo Tadić.
HKD organizira književnu večer krajem svibnja, posvećenu Vladimiru Nazoru povodom obljetnice njegova rođenja, krajem kolovoza slikarsku koloniju "Ivan Gundić – Ćiso Dalmata", okrugle stolove i slično.
HKD održava manifestaciju „Večer ikavice: Ikavica – govor hercegovačkih, dalmatinskih, ličkih, bosanskih, šokačkih i bunjevačkih Hrvata“. Obilježavaju obljetnicu savezne kolonizacije Hrvata iz Hrvatske i BiH u Stanišić.